# Ludvig Nordström

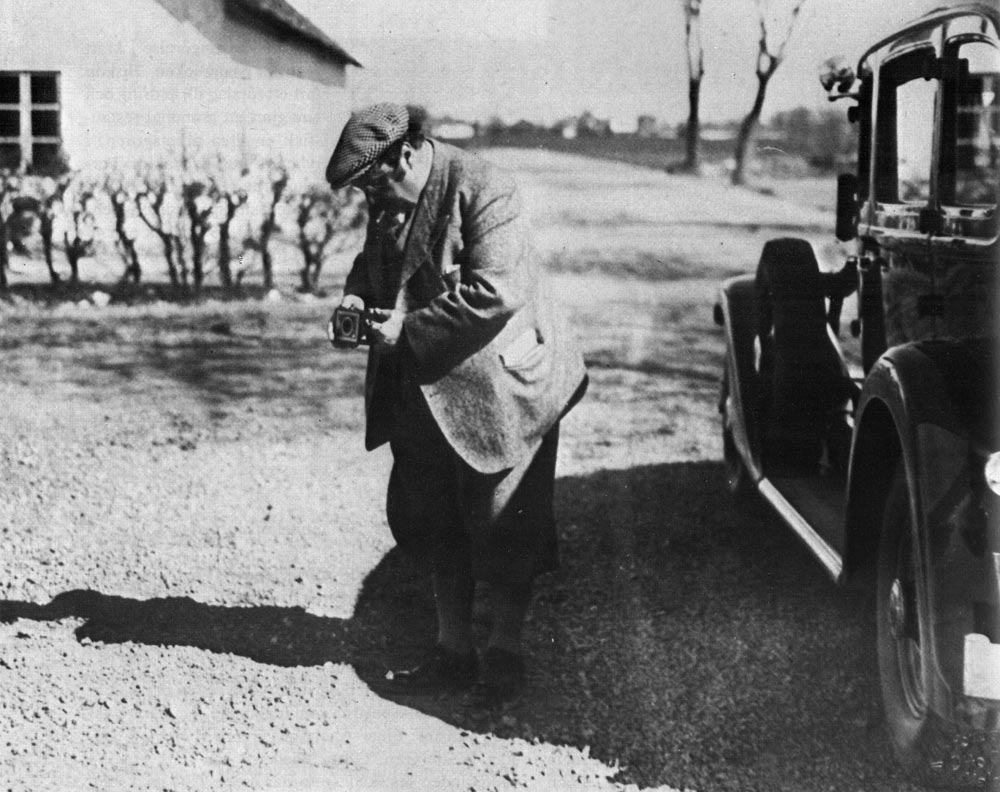
Ludvig Nordström fotograferar ”Lort-Sverige”.

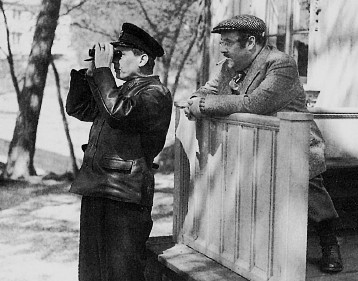
Ludvig (”Lubbe”) Nordström (t.h.) och hans vän Carl (Calle) Möller (1893–1942) kollar utsikterna före en Norrlandsexpedition 1939.

Ludvig Anselm ”Lubbe” Nordström, född 25 februari 1882 i Härnösand, död 15 april 1942 i Katarina församling i Stockholm, var en svensk författare och journalist, mest känd för radioreportaget Med Ludvig Nordström på husesyn 1938, det som samma år kom ut i bokform: Lort-Sverige.

## Biografi
Nordström föddes 25 februari 1882 i Härnösand. Hans far var bankkamrer Oskar Anselm Nordström (1844–1908). Modern, engelskfödda Mary Sarah Parfitt-Nordström (1860–1937), var ursprungligen guvernant hos fadern.  Nordström bodde 1882–1908 i Härnösand, i hans böcker kallat Öbacka. 1901–1903 studerade han litteraturhistoria vid Uppsala universitet, 1903–1905 var han medarbetare i Sundsvalls Tidning, 1906–1908 i Västernorrlands Allehanda. Nordström hade sin bostad i Frankrike 1908, Strängnäs 1909–1910, Djursholm 1911–1935 och Stockholm 1936–1942.
Nordström var 1909–1935 gift med författaren Marika Stiernstedt (1875–1954) och från 1938 till sin död 1942 gift med Gunborg Molin (1911–2011). 
Sedan 1992 finns Ludvig Nordström-sällskapet, ett litterärt sällskap med säte i Nordströms födelsestad Härnösand. Sällskapet delar varje år ut ett pris, som vartannat år går till en journalist och vartannat år till en novellförfattare.
Ludvig Nordström är gravsatt på Härnösands gamla kyrkogård.

## Filosofi
Nordström utvecklade en världsåskådning som han kallade totalism, där industrisamhället gör världens alla delar beroende av varandra. Ordet återkommer i titeln på en biografi.

### Skönlitteratur
- Kains land : ting på fria vers. Stockholm: Fritze. 1906. Libris 23440. https://runeberg.org/lnkains/
- Fiskare. Stockholm: Ljus. 1907. Libris 8198484 - Fulltext: Göteborgs universitetsbibliotek ; Litteraturbanken ; Projekt Runeberg.
- Borgare. Stockholm: Bonnier. 1909. Libris 8207157. http://hdl.handle.net/2077/33526
- De tolf söndagarna. Skildringar ur svenska nationens lif. Stockholm: Bonnier. 1910. Libris 8198486
- Herrar. Stockholm: Bonnier. 1910. Libris 8198482  - Fulltext: Göteborgs universitetsbibliotek och Projekt Runeberg.
- Lumpsamlaren. Åhlén & Åkerlunds enkronasböcker ; 60. Göteborg: Åhlén & Åkerlund. 1910. Libris 8225537
- Landsorts-bohème : roman. Skildringar ur svenska nationens lif. Stockholm: Bonnier. 1911. Libris 8198485
- Ankarsparre : en fin och oskyldig roman. Skildringar ur svenska nationens lif. Stockholm: Bonnier. 1912. Libris 8208160. https://runeberg.org/lnankar/
- Tomas Lack : små historier. Stockholm: Bonnier. 1912. Libris 8204181
- Jobbarfamiljen Gobsman : roman. Skildringar ur svenska nationens lif. Stockholm: Bonnier. 1913. Libris 8198186
- Bottenhavsfiskare. Stockholm: Bonnier. 1914. Libris 8198483
- Idyller från kungariket Öbacka. Stockholm: Bonnier. 1916. Libris 8203945
- Knapptrusten : det ärofullaste bladet i Öbacka rikes historia. Stockholm: Bonnier. 1916. Libris 8234766
- Kungliga svenskar : berättelser ur "Herrar". Bonniers 85-öres böcker ; 20. Stockholm: Bonnier. 1917. Libris 8222890
- Resan till Cythere : roman. Stockholm: Bonnier. 1917. Libris 8198633
- Döda världar i samhällsrymden : inledning till Petter Svensks historia. Skildringar ur svenska nationens liv. Stockholm: Bonnier. 1920. Libris 8198481
- Öbacka-bor. Stockholm: Bonnier. 1921. Libris 8203954
- Fyrskeppet: en dagbok. Skildringar ur svenska nationens liv. Stockholm: Bonnier. 1922. Libris 8205841
- Petter Svensks historia. Stockholm: Bonnier. 1923-1927. Libris 8217205 - 4 delar: 1. Världsstaden; 2. Bröderna Person i Sverige; 3.Bonjour-striden; 4. Firman Nordhammare gifter sig.
- Det okända Sverge och andra skildringar. Stockholm. 1924. Libris 8075096
- Landsortens problem. Skildringar ur svenska nationens liv. Stockholm: Bonnier. 1925. Libris 8390028
- Historier. Stockholm: Bonnier. 1926. Libris 8198185
- Svenskar. Stockholm: Bonnier. 1929. Libris 8198184
- Till John Ekman på femtioårsdagen 19 29/7 29.. Stockholm. 1929. Libris 2939193
- Tomas Lack och hans familj. Stockholm: Bonnier. 1930. Libris 8218790. Arkiverad från originalet den 10 augusti 2014. https://web.archive.org/web/20140810003201/http://www2.textalk.se/losningar-for-synskadade/klassisk-svensk-litteratur/Ludvig-Lubbe-Nordstrom-Thomas-Lack-och-hans-familj.html. Läst 17 juni 2012 Arkiverad 10 augusti 2014 hämtat från the Wayback Machine.
- Vi : festspel. Svenska teatern, 99-1250025-3 ; 426. Stockholm. 1932. Libris 1364207
- På hemväg till Öbacka. Stockholm: Bonnier. 1934. Libris 8218926
- Planeten Markattan : en liten förhistoria. Stockholm: Bonnier. 1937. Libris 8214916. Arkiverad från originalet den 9 augusti 2014. https://web.archive.org/web/20140809235049/http://www2.textalk.se/losningar-for-synskadade/klassisk-svensk-litteratur/Ludvig-Lubbe-Nordstrom-Planeten-Markatta.html. Läst 17 juni 2012 Arkiverad 9 augusti 2014 hämtat från the Wayback Machine.
- Sjörövare-final : en liten totalitet. Stockholm: Bonnier. 1937. Libris 8219252
- Kapten Åbygges vita väst : enligt Tomas P. S. Lack, landshövding. Stockholm: Bonnier. 1941. Libris 8211389
- Jonas Ångerman och hans hus. Albert Bonniers cirkelböcker ; 15. Stockholm: Bonnier. 1941. Libris 8219591
- En dag av mitt liv : lite vardagsdemokrati. Stockholm. 1942. Libris 31359
- I sitt eget sällskap. Stockholm: Bonnier. 1953. Libris 8209746

### Samlade upplagor och urval
- Valda noveller. Stockholm: Bonnier. 1923. Libris 8227083 - 6 delar: 1-2. Bottenhavsfiskare; 3-4. Borgare; 5. Bönder och herrar; 6. Herrar. - Dessa delar innehåller ett annat novellurval än de tidigare utgivna med samma titlar.
- Ur Ludvig Nordströms dagböcker : "Individuella registret". Stockholm. 1955. Libris 8073041 - Urval av Tor Bonnier.
- Ludvig Nordström om Sundsvall : texter i urval. Sundsvall. 1991. Libris 10149398 - I urval av Tom Sahlén.
- "Det döda Härnösand" : en artikelserie ur Västernorrlands Allehanda 1906. Härnösand: Ludvig Nordström-sällskapet. 2005. Libris 10131084 - I urval av Isabella Josafsson.
- "Ångermanländska fiskare" : en artikelserie ur Västernorrlands Allehanda 1905. Härnösand: Ludvig Nordström-sällskapet. 2006. Libris 10206855
- Öbacka-historier : sex noveller ur Borgare. Härnösand: Ludvig Nordström-sällskapet. 2009. Libris 11445971. ISBN 978-91-633-4753-5
- Tomas Lack och andra : sex noveller. Härnösand: Ludvig Nordström-sällskapet. 2012. Libris 13520322. ISBN 978-91-637-1107-7

### Varia

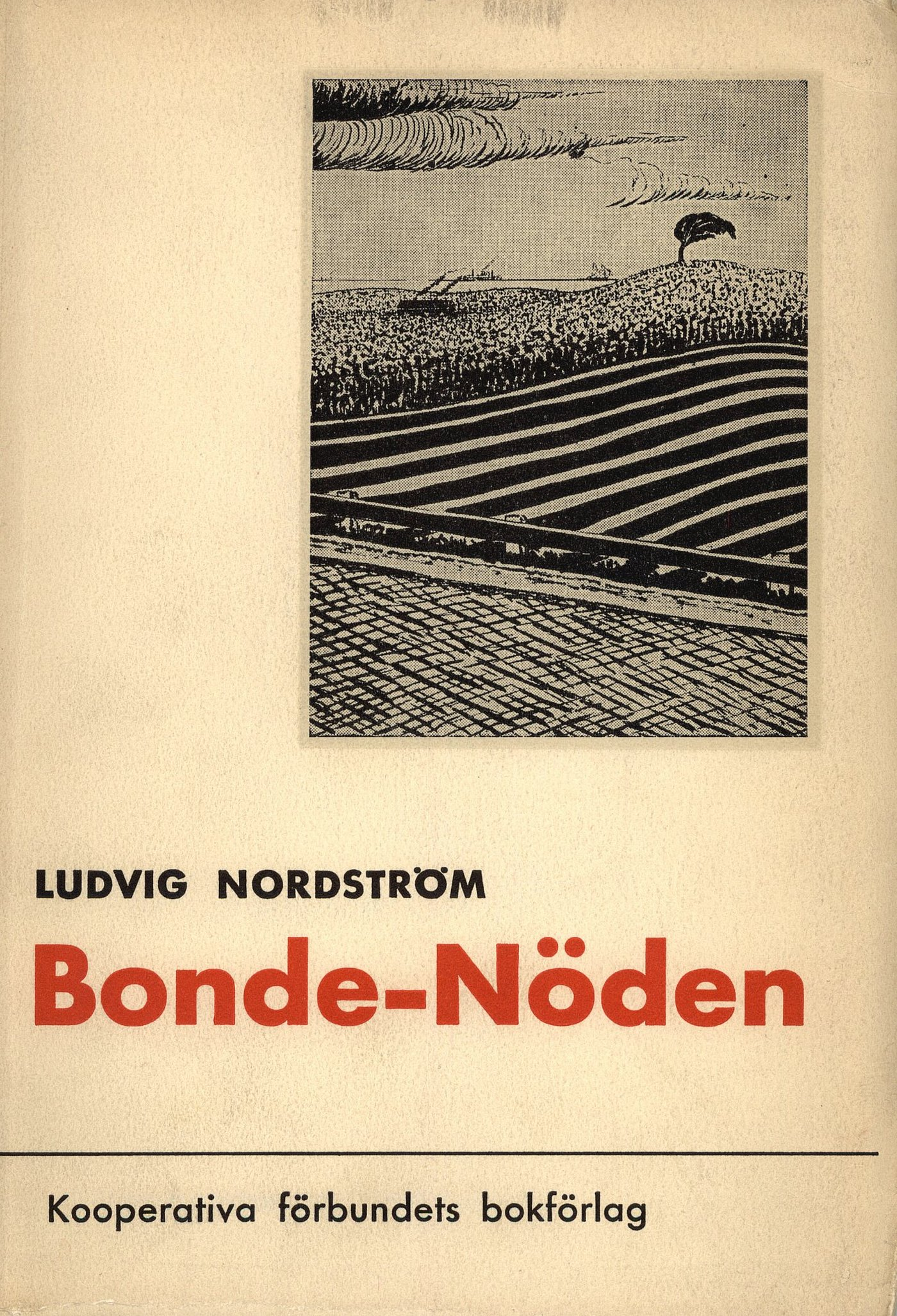
Omslag av författaren till Bonde-nöden 1933.

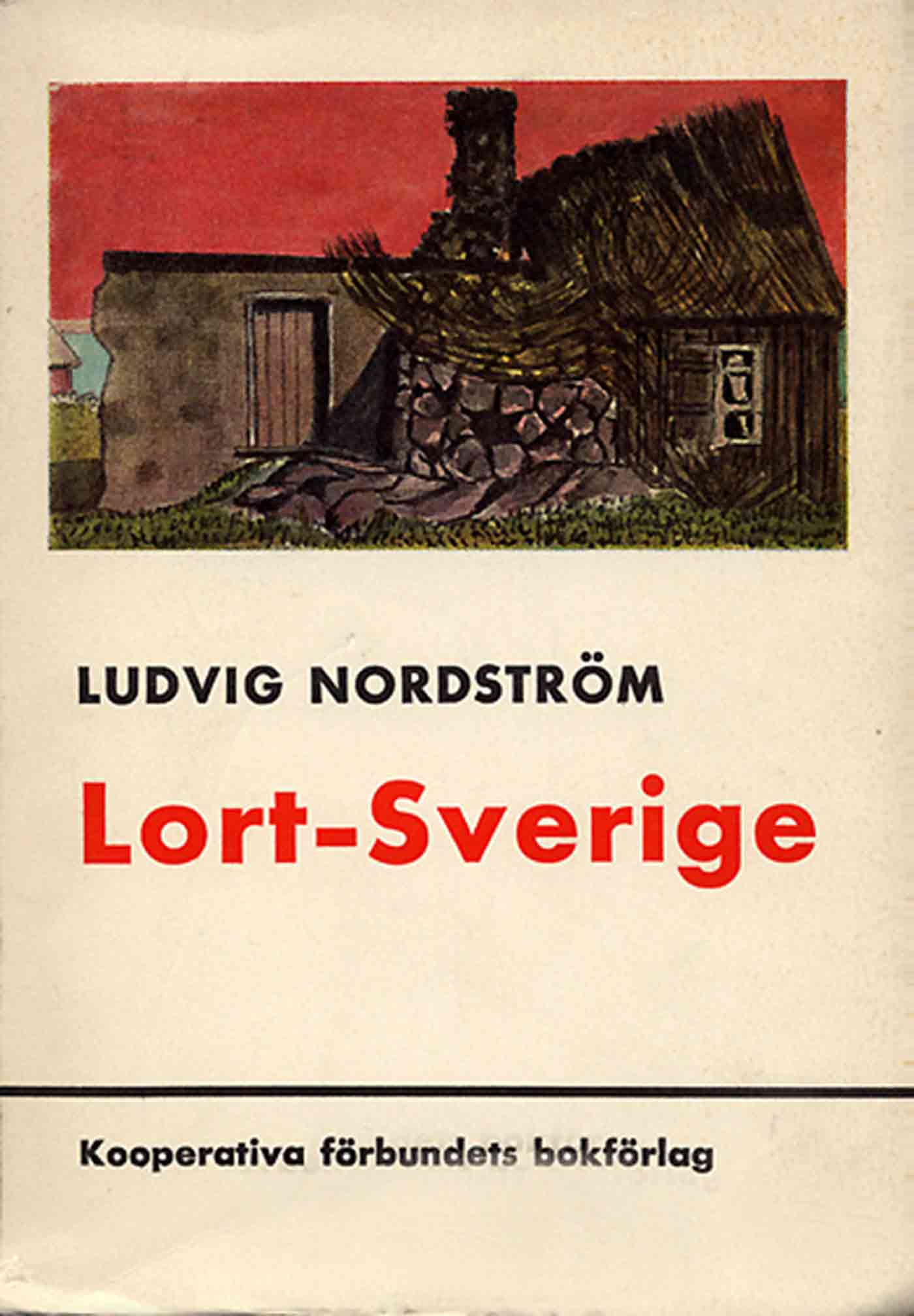
Omslag av författaren till Lort-Sverige 1938.

- Runebergsarfvet : föredrag hållet vid Runebergsfesten i Borgå den 5 febr. 1914. Stockholm: Bonnier i distr. 1914. Libris 1637738
- Om behovet av en ny svensk fosterlandskärlek : föredrag i Leksand den 1 jan. 1915. Stockholm: Tiden. 1915. Libris 1637737
- Sverges fiender : [föredrag i Rättvik den 8 augusti 1915]. Stockholm: Tiden. 1915. Libris 448232
- Lloyd-George. Stockholm: Bonnier. 1916. Libris 1656626. https://runeberg.org/lnlloyd/
- Skandinavien och ett nytt Europa : föredrag i Kristiania studentersamfund den 4 november 1916. Stockholm: Hj. Lundberg & Gösta Olzon. 1916. Libris 1656628
- Nationernas förbund = League of nations = Société des nations = Völkerbund : Dagens Nyheter 28/7, 31/7 och 4/8 1918. Stockholm: Bonnier. 1918. Libris 1656627
- Sverige - en lysande framtid. Stockholm: Bonnier. 1919. Libris 1656629
- Sverige och världen. Stockholm: Bonnier. 1919. Libris 899999
- Till alla Sverges litteraturintresserade. Stockholm: Bonnier. 1926. Libris 1341068
- Stor-Norrland : en andlig totalitet. Skildringar ur svenska nationens liv. Stockholm: Bonnier. 1927. Libris 11682644
- Världs-Sverige : skildringar ur svenska nationens liv. Stockholm: Bonnier. 1928. Libris 28058
- Ludvig Nordström : [Utställning.] Galleri modern ... Stockholm [Föret. av konstnären.]. Katalog ; 5. Stockholm. 1929. Libris 2939203
- En gammal Stockholmsfirmas historia. Stockholm: Bonnier. 1930. Libris 423630
- Industrien som folkledare / utg. av Bergshandteringens vänner. Stockholm: Fritzes bokh. 1930. Libris 1341064
- "Svea Rike" : Stockholmsutställningen 1930 : [provisorisk katalog]. Stockholm: Bröderna Lagerström. 1930. Libris 10405915
- A.-B. Nord-Europas förenade bönder : skildringar ur svenska nationens liv. Stockholm: Bonnier. 1931. Libris 31510
- Ludvig Nordström utställer akvareller, gouacher och teckningar från sina resor : Galerie moderne. [Stockholm]. 1932. Libris 2939204
- Jag reste ut som svensk ... : Från en världsomsegling. Sthlm. 1932. Libris 23443
- ... och blev helt enkelt människa : från en världsomsegling. Sthlm: Bonnier. 1932. Libris 23448
- Bonde-nöden. Stockholm: Kooperativa förb. 1933. Libris 387404 - Fulltext: Göteborgs universitetsbibliotek och Projekt Runeberg.
- William Kopsen : ett svenskt emigrantöde. Skildringar ur svenska nationens lif. Sthlm. 1933. Libris 23449
- Pyramiden Sverige : om den nationella enheten. Sthlm. 1934. Libris 28281
- Bolsjeviken Stockholm. Stockholm: Bonnier. 1935. Libris 8200474
- Romanen. Pennan, 99-3107033-1 ; 6-7. Stockholm. 1935. Libris 1366293
- Vi trä-folk : till alla besökare av sommarens 350-års jubileums-utställning i Härnösand och för resten varje svensk. Stockholm: Bonnier. 1935. Libris 1349893
- Ett betydelsefullt 25 årsjubileum. Stockholm: Sv. tr.-ab. 1936. Libris 1374234
- På stället marsch - uppbrott. Stockholm: Bonnier. 1936. Libris 119391
- Landsbygdens revolution : Föredrag å Bondens dag å Skansen den 7 augusti 1938. [Stockholm]: R. L. F. 1938. Libris 1374237
- Lort-Sverige. Stockholm. 1938. Libris 1218341 - Även i faksimilutgåva 1984 med efterskrift av Birger Lundberg. - Fulltext: Göteborgs universitetsbibliotek och Projekt Runeberg.
- Norrland i stöpsleven : fem radioföredrag. Stockholm: Bonnier. 1938. Libris 119393
- Vem äger ditt hus? : bostadselände och slavmentalitet, arvet från fordom. Stockholm: Hyresgästernas riksförb. 1939. Libris 1374239
- Sveriges guldkust : fortsättning på "Stor-Norrland". Stockholm: Bonnier. 1939-1940. Libris 1841113 - 2 volymer.
- Finns det norrlänningar? : tal till Norrlands nation i Uppsala lördagen den 9 november 1940. Stockholm: Bonnier. 1940. Libris 1374236
- Svenska folkets framtid. Stockholm: Bonnier. 1940. Libris 254225
- Denna flugiga värld : en loggbok. Stockholm: Bonnier. 1941. Libris 574151. https://gupea.ub.gu.se/handle/2077/40143
- Reklamen och människan. Stockholm: Ervaco. 1942. Libris 1402509

## Priser och utmärkelser
- De Nios stora pris 1928
- Hedersledamot vid Norrlands nation 1930